# توماس توريس ميركادو
توماس توريس ميركادو (بالإسبانية: Tomás Torres Mercado)‏ هو محامي وسياسي مكسيكي، ولد في 15 ديسمبر 1960 في فالبارايسو في المكسيك، وتوفي في 22 أكتوبر 2015. حزبياً، نشط في Ecologist Green Party of Mexico ‏. وقد انتخب عضو مجلس الشيوخ من المكسيك وانتخب عضو مجلس النواب المكسيك.